# Takrouna
Takrouna (arabă تكرونة) este un oraș din guvernoratul Sousse, Tunisia.